# Polstjernan (Schiff)
Die Polstjernan war ein finnischer Viermast-Gaffelschoner mit Hilfsmotor, der seit 1926 als Wrack und Fotomotiv vor dem Hamburger Stadtteil Blankenese liegt.

## Geschichte
Die Kiellegung der Polstjernan fand 1919 auf der Werft in Dragsfjärd statt, ihr Stapellauf war am 29. November 1919 und 1920 wurde sie dann an den Eigner Gustaf Erikson übergeben. Als sie vom Stapel lief, galt sie in Finnland als das größte im Land gebaute Holzschiff.

## Der Schiffbruch
Die Polstjernan war am 20. Oktober 1926 mit einer Ladung Holz auf dem Weg von Finnland nach England, als im Nord-Ostsee-Kanal die Maschine explodierte und das Schiff Feuer fing. Um den Kanal als wichtige Wasserstraße nicht zu stören, wurde das Schiff durch die Schleusen in Brunsbüttel zur Elbmündung geschleppt. Das in Blankenese ansässige Bergungsunternehmen Friedrich Matthias Harmstorf schleppte das Schiff nach Erhalt des Bergungsauftrags zum damaligen Betriebsgelände am Falkenstein. Dort liegt es seit dem 27. Oktober 1926, zunächst mit Steinen, 1947 mit U-Boot-Schrott beschwert und dient als Wellenbrecher. Position des Wracks: 53° 33′ 35″ N, 9° 47′ 11″ O

## Namensgeber
Namensgeber des Schiffes ist der Polarstern.

## Trivia
Die Polstjernan wird nach Angaben der Hamburg Port Authority (HPA) von der Elbvertiefung nicht berührt werden und bleibt damit erhalten.